# 虎I戰車
VI号坦克虎I（德語：Panzerkampfwagen VI Tiger I），编号为Sd. Kfz.  181，一般稱為虎式戰車，簡稱「虎式」，是第二次世界大戰中德意志國防軍及武裝親衛隊所使用的坦克。從1942年下半年服役起至1945年納粹德國投降為止，一直是活躍於第一線的重戰車。

## 設計
虎I與早期的德國戰車相比，完全顛覆了以前的設計哲学。在此之前的德國戰車十分重視機動性，而火力與防護相對薄弱。當時德軍中擁有最強火力的戰車是裝備了50毫米砲的三號戰車，雖然在火力上不及敵方戰車，但是德軍的戰術優勢正好彌補了該缺陷。
至於虎I则捨棄了以往重視機動性的理念，將設計的重點放在了火力與防護上。由此虎I至少57吨的重量，導致機動力低下，且其所配备的悬吊装置、变速箱等系统在运作时經常达到极限。如此一来，虎I的机械需要更多的保養與維護才能保證可靠性。
六號戰車開發初期，它的前身原為1937年制作的DW I、翌年的DW II及再後來的VK3001(H)，到1941年為止一共試製了3輛。不過這個系列後來被停止，改為優先開發較大型的VK3601(H)。VK3601(H)為亨舍爾自行開發的產物。其設計上的要求，需要擁有在1,400（4,600英尺）外擊穿100毫米裝甲的能力，而防禦力上則要求前方裝甲厚度需要有100毫米。關於這個要求，原因是在進攻法國的西方戰役時遇上雷諾B1與瑪蒂達II步兵戰車等盟軍的重戰車。在了解到三號戰車及四號戰車所搭載的短砲身砲其穿透能力無法擊毀英國與法國的戰車時，對此相當不滿的阿道夫·希特勒於1941年5月26日下達了開發新型戰車的命令。雖與後來德軍遭遇T-34時的作戰經驗無關，但其厚實的裝甲，使德軍知道必須盡快開發出此重型坦克。該新型戰車不但需要擁有較以往戰車更強的主砲與装甲，亦被要求能作為先頭部隊，突破敵方陣地。
原本亨舍爾正在研發準備搭載在VK3601(H)上的錐膛砲，但後來以製作彈頭的鎢不足為理由而終止。而VK3601(H)為了達到要求，因此考慮搭載由8.8厘米高射砲改造而成的戰車砲，但要實行的話必須將砲塔增大，變相不得不加大車體兼作連串修改。亨舍爾將VK3601(H)的放大版，重新設計成VK4501(H)，後來更獲得採用成為虎I。而砲塔部份，則使用克虜伯為同時期由保時捷教授設計的VK4501(P)所研發的砲塔。這是為了趕及研發限期，迫於無奈下的做法。此後，VK4501(P)於1942年7月27日，在庫斯麥多夫與VK4501(H)進行比較審查期間，由於使用電動馬達，在性能上不合格，最後被終止研發，剩餘90輛未裝備砲塔的車身，則是被改裝成象式坦克殲擊車。。
虎I的車體形狀與佈局雖然與四號戰車相似，但戰鬥重量卻是其2倍以上，價錢也是兩倍以上。增加的重量來自更厚重的裝甲及大口徑主砲，為此必然需要更大達540公升的油缸與92發砲彈存量的彈藥庫、更強馬力的引擎、更扎實的變速箱以及懸掛系統。

### 裝甲

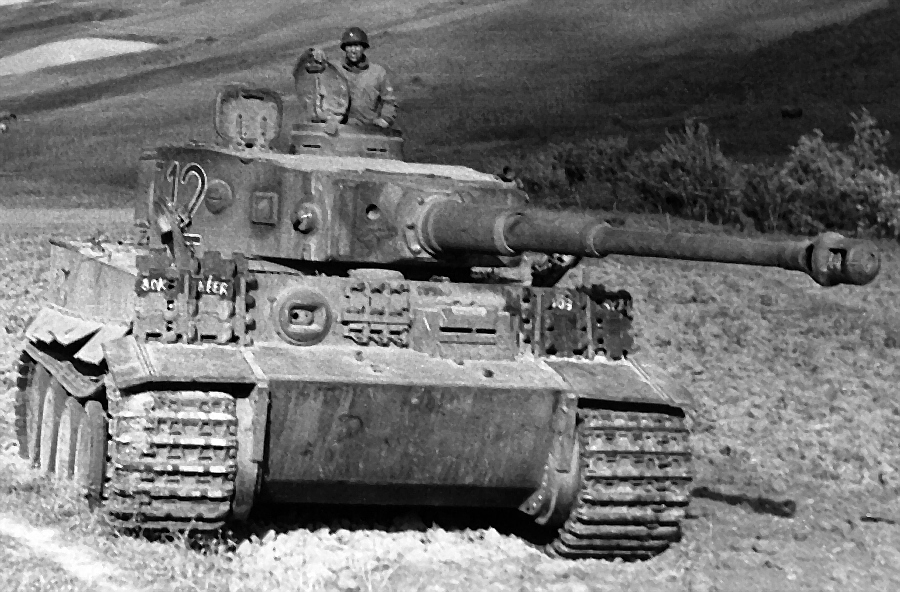
於1943年在突尼斯被美軍虜獲，原隸屬第504重戰車營第1連的初期型

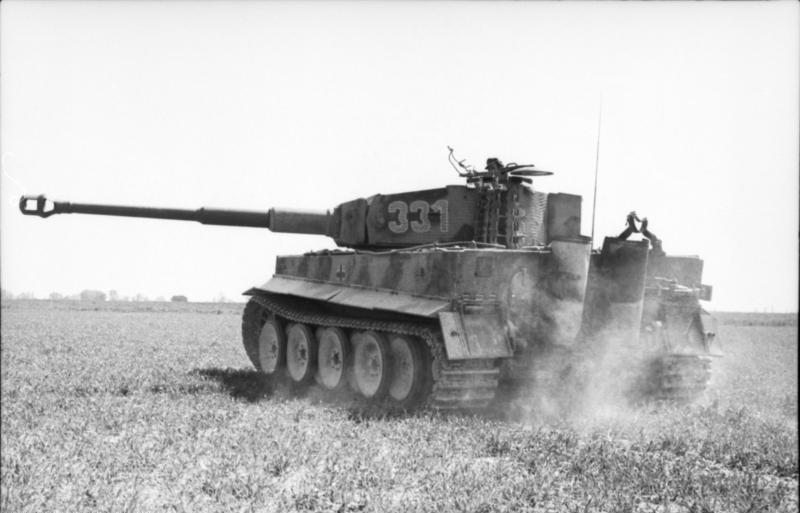
第1SS裝甲師的虎式

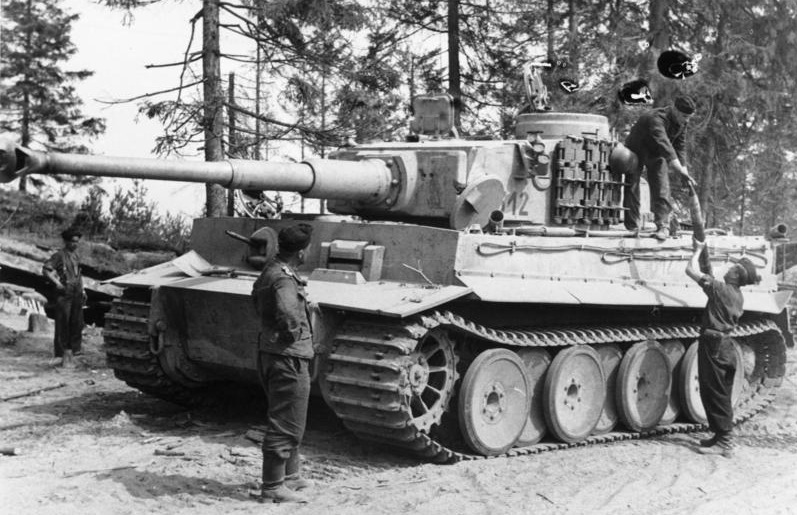
東部戰線的虎式（1943年6月）

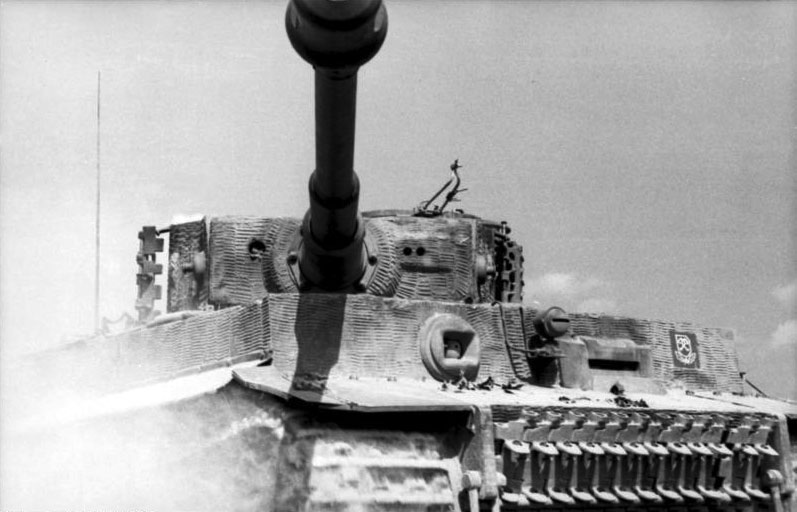
隸屬SS第101重戰車營的虎式

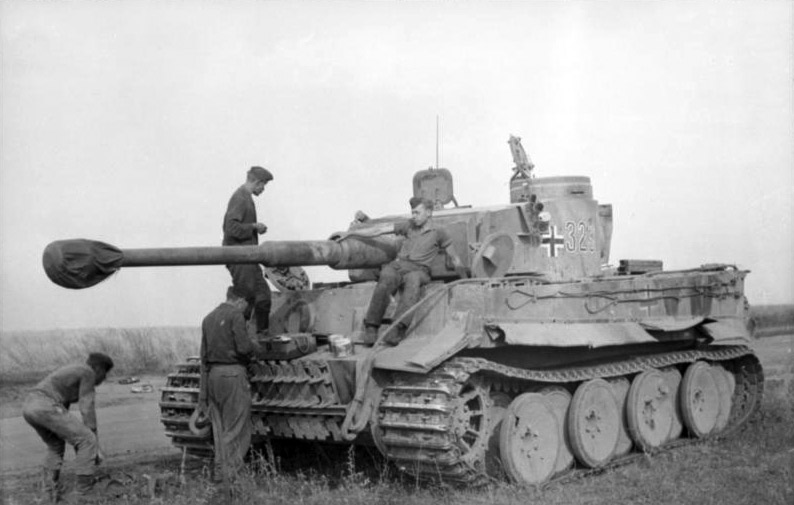
於東部戰線稍作修理的虎式（1943年）

四號戰車的初期型前方裝甲厚度為20毫米，而強化後的F型前方裝甲厚度也只不過50毫米。而虎I的車體前方裝甲厚度為100毫米、鑄造砲塔前方為120毫米、側面與後方的裝甲為80毫米、側面下方為60毫米，而上方與底部的裝甲為25毫米。後來砲塔上的天蓋裝甲增加至40毫米。
車體多處裝甲以銳角形狀組成並顯得相當平直，完全沒有像蘇聯與美國以鑄造方式製造的戰車般擁有圓滑的曲線。而裝甲顯得相當平直的原因是使用了壓延裝甲板所致。由於在設計時還未使用斜面（Glacis plate）這個概念，因此在車體前方及側面完全沒有用以應對直擊砲彈的傾斜裝甲構造。在砲塔側面因使用了筒狀構造而形成了曲面，當被砲彈擊中時能發揮不錯的防禦力。該側面装甲為使用曲面加工並與其他部份連接。車體及砲塔上的裝甲並不使用鉚接，而是與同時期的德國戰車一樣使用高品質的焊接。四號戰車的車體在組合時，是在其基本車架上再作裝配，而虎I則不使用基本車架，為在裝甲板與裝甲板之間作直接的榫接、焊接組成。 

### 內部構造與砲塔
虎I的內部構造與一般的德國戰車近乎相同。引擎設於車體後方，主變速箱、轉向變速箱及煞車裝置設於車體前方。砲塔設於車體的中央位置。由後方望前，車體的前方左側為駕駛席、右側則設有通訊手席，車體中央為戰鬥室，設有車長、砲手及裝填手的座席。戰鬥室與引擎室之間設有防火壁並將兩邊完全隔離，不但有效阻隔噪音，亦有利於隔熱。將戰鬥室的地板稍微提高後，就能設置成在砲塔旋轉時連動的砲塔搖籃（turret basket、砲塔壁面上有3支連接並吊起圓型地板的支柱），砲塔旋轉時相關的物品與乘員也連隨轉動。車體上重達11噸的砲塔，是由引擎提供動力再通過油壓裝置來轉動，若果引擎所運行的轉速為1,500轉的話，砲塔完整轉一圈需時1分鐘。由於砲塔旋轉速度緩慢這個缺點，經常為靠近的敵方戰車提供了逃走的機會。引擎的轉速與砲塔的旋轉速度成正比例。除了以引擎的力量旋轉外，車長與砲手也可以使用手把來人力旋轉，不過通常由砲手以腳踏踏板來進行。站立在砲塔搖籃內的裝填手，可以相當容易從砲座（履帶上邊車體側面突出的地方）取出存放在那裡的8.8厘米砲彈。砲塔內部的左側為砲手席、車長坐在其後面。裝填手則站在砲塔右側與主砲之間進行裝填等作業，在車輛行駛時便坐在專用的摺疊式座椅上。再者，由地板到砲塔天井的高度為157厘米。砲塔環的直徑為1,850毫米。砲塔的側面設有逃脫用的艙蓋。這個艙蓋的厚度為80毫米，開關時必須要用相當的力量。另外車長專用的窺視狹縫與指揮官艙蓋的圓頂只為單純的筒型，在防禦上相當不利，因此在後期型改良成與豹式同樣，為帶有斜面並像倒轉的碗般的優良形狀。

### 火力
虎I採用的主砲砲尾及點火結構為來自相當有名的德軍8.8厘米高射砲。後來的8.8厘米Kwk 36L/56砲就是專為虎I而設的改造版，與虎II所使用的8.8厘米Kwk 43L/71砲同為在第二次世界大戰中最具威力，直到戰爭結束時仍為盟軍最恐懼的戰車砲。虎I主砲的彈道非常低伸筆直，所配備瞄準器更為極度精確的蔡司TFZ9b瞄準器。砲彈方面，主要使用8.8厘米PzGr39披帽穿甲彈、8.8厘米PzGr40鎢芯穿甲彈及高爆彈共3種。8.8厘米PzGr39的彈頭重量為10.16公斤，初速810米／秒，射程及穿透力為2,000米／84毫米、1,500米／92毫米、1,000米／100毫米、500米／111毫米。而8.8厘米PzGr40的彈頭重量為7.5公斤，初速930米／秒，射程及穿透力為2,000米／110毫米、1,500米／125毫米、1,000米／140毫米、500米／156毫米。若果使用8.8厘米HLGr成型炸藥彈的話，只要在有效射程內也能發揮出貫穿90毫米裝甲的穿透力。關於該砲射擊時的精確度，英國曾在戰爭期間以虜獲的兵器進行試射，在記錄上為曾在1公里距離外連續5次命中大小為41厘米×46厘米的標靶。虎I亦被指出經常在1.6公里的距離外擊毀敵軍戰車，不過在第二次世界大戰來說大部分的戰車戰鬥都只在近距離發生。

### 機動力
虎I的後部設有引擎室。引擎安放在引擎室中央，而兩側的空間則放置油缸及2座散熱器（散熱鰭片）連散熱風扇。動力輸出源自梅巴赫HL230 P45V12型液冷汽油引擎，其排氣量達21公升，汽缸夾角為60度。雖然最大馬力達650匹，但用來推動57噸的沈重車體則略嫌不足。該引擎在虎I生產了250輛後就撤換，改為採用最大馬力達700匹，經過改良的HL230 P45。引擎的空氣過濾器使用油性濕式。虎式坦克的極速可以達到37公里/小時。不過，配屬於非洲戰線及俄羅斯南部的車輛卻為裝備乾式的法菲爾型過濾器。這個過濾器安裝在引擎室後部嵌板外側的上部，並以導管與冷卻用吸氣口連接。該乾式過濾器在1944年初廢止。雖然汽油引擎的燃料較柴油引擎的容易燃燒，不利於防禦層面上，但其加速性能對比起同等排氣量的柴油引擎卻較為優勝。引擎的點火（起動）裝置設於車體後部嵌板內，可以使用曲柄穿過設置在那裡的小孔來發動，亦可將VW166兩棲車後方的傳動軸與曲柄連接，抑或使用點火專用的小型外部引擎來發動。在更換引擎方面，只需打開設置在引擎室上面附有格子孔的艙蓋，就可將引擎吊起及搬離車體。而為了應付火警，在引擎室內設有自動滅火裝置。當設在這裡的電子檢測式溫度探測器測量到溫度超過攝氏160度，滅火裝置就會自動啟動，並在7秒之內放出滅火劑。
由於虎I的總重量達到57噸，已遠遠超過當時大部分橋樑的重量限制。因此虎I設計成可以在深度達4米的水中行駛。在水中行駛期間為了讓引擎能正常換氣及冷卻，所以需在引擎室後上方另外裝備3米長的伸縮式吸氣筒，以及在艙蓋及其他接合部份蓋上防水物料。潛水的時限約為2小時30分鐘。如果期間車內有漏水的話則由排出污水專用的水泵抽走。而為了達至這潛水功能，所以在生產時必須確保整個車體為完全水密構造。另外在水中行駛之前需要30分鐘準備，砲塔與主砲必須固定在正前方，並在開口部分以栓塞塞緊並用防水布料蓋好，再在空隙中填上橡膠，最後必須在車體背面豎起呼吸管。具備這潛水結構的虎I只生產了495輛，並全為極初期型，後來有部分的裝備停止安裝，在之後的生產中更完全廢止。而沒有潛水裝備的虎I只能涉水1.2至1.6米左右。
虎I所採用的扭力桿懸掛系統為與現代戰車相同的先進構造，在車底由16組横置的扭力桿構成。為這組扭力桿作緩衝及避震則由棒狀彈簧所負責。其直徑為58毫米至55毫米，長度則為1,890毫米。為了節省車底空間，棒狀彈簧與負重輪連接的搖臂配置為左側向前、右側向後。因希望減輕這組扭力桿的前後顛簸，所以另外加裝了用以統一搖擺方向的緩衝器。這組緩衝器為設置於車體內部。一組搖臂為配有三個負重輪，就算在越野時也能發揮出良好的行車性能，不過其生產成本則相當高昂。插入式負重輪直徑為80厘米。亦為了分散對地面的壓力所以採用前後交錯的配置，但是負重輪與負重輪互相重疊的配置卻產生另外的問題。若果內側的負重輪上的橡膠損耗（此事經常發生），這時必須將負重輪拆除並修理，但因負重輪是互相重疊的關係，拆除內側的負重輪時不得不將外側的負重輪一拼拆除，成為修理時的沉重負担。另外，負重輪有時會與附著的泥和雪凍結在一起而動彈不得，為此有些車輛會暫時將車體最前方及最外側的第一負重輪拆除。而蘇聯軍就利用輪軸凍結這個缺點，屢屢在嚴冬期間的清晨突擊無法移動的虎式。再者，由於橡膠本身的耐久度很低，所以必須經常更換。在虎I的後期型開始，開始採用內藏橡膠的鋼製輪輞車輪（鋼製負重輪），並在後來為仍然殘存的初期、中期生產型替換。鋼製負重輪對比起之前的負重輪減低消耗了不少橡膠。
履帶的動力來自設置於車體最前方的起動輪。虎I所使用的履帶闊度為史無前例的725毫米，用以將巨大的車體重量分散及平衡對地面的壓力。不過使用這寬闊的履帶亦引伸出其他問題。使用鐵路運輸有闊度限制，如果就此運輸虎I，會有部份車體會突出貨運列車之外，所以這個做法在實際上是不可能。其解決方法，是先將最外側位置的負重輪拆除，並裝上闊度為520毫米專為鐵路運輸而設的履帶。履帶為乾式，並使用單栓為連結。左右兩邊各由96塊，共重3噸的鐵片組成。對地面的壓力為1.05公斤／平方厘米。而替換履帶的過程，再熟練的乘員也需要花25分鐘才能完成。
在虎I上亦可以看到其它新穎的結構，包括有油壓式的預選變速箱（Preselector gearbox）與半自動變速箱。虎I的驅動力為來自後部的引擎，再透過車底的萬向接頭傳動軸傳到主變速箱，經減速後再分配到用來操作轉向的轉向變速箱。該轉向變速箱是用來調節動力的分配藉以改變戰車的行駛方向，亦可用來切換轉彎和前進後退。而從轉向變速箱輸出的動力，再會傳送到最終減速機，並在減速後傳到起動輪。起動輪則為直接驅動履帶。由於虎I巨大的重量，所以使用不到輕型車輛的離合器及煞車系統，為此使用了英國梅利特·布朗式（Merritt-Brown）單半徑結構的改造版。而虎I所使用轉向變速箱為擁有2個半徑，由亨舍爾製造的L600C。這樣就能分別以不同的齒輪來作出兩種一定半徑的旋轉，以一檔的話最小旋轉半徑是4米，所以能夠結構式原地旋轉。梅巴赫製造的「OLVAR」OG40-12-16變速箱為擁有前進8檔，而轉向變速箱在轉向時則有16種旋轉半徑，如果想將旋轉半徑減至最小可配合煞車來實行。後退的4檔正是為此而設。這些齒輪為透過手動的控制桿來選擇段數，與控制桿連動的油壓迴路就能閉鎖及解開，因油壓的關係就能自動變速。主離合器為使用濕式多板離合器。至於轉向時的操作並不是使用控制桿，而是使用把手（方向盤），由於附有轉向助力裝置的關係，所以操作並不費力。行駛時的煞車與轉向變速箱用的煞車同樣是使用碟式。虎I的操縱結構在操作上算是十分簡單，在當時使用的戰車中亦為最先進，不過就全體而言很難說沒有機械上的缺陷。

### 缺點

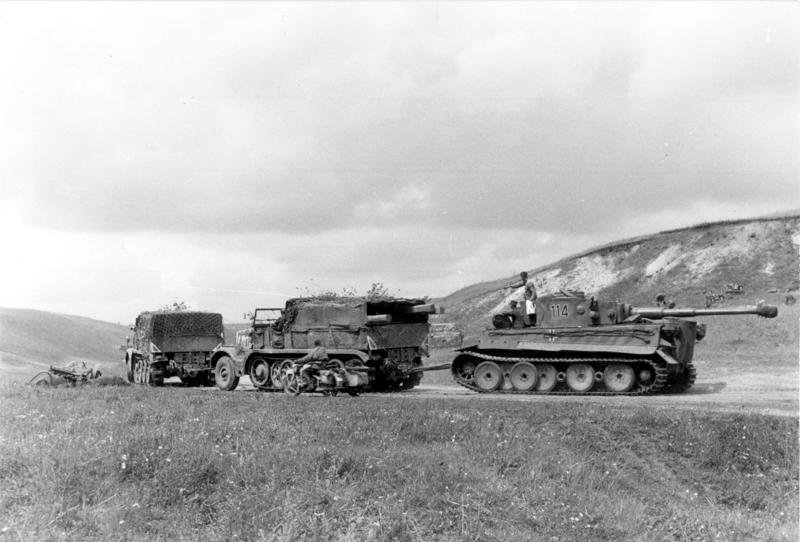
由Sd.Kfz.9拖曳中的虎I

由於重達57噸，虎I在機械上的可靠度大打折扣。雖然懸掛系統方面還能負擔這過大的重量，但構造過於複雜的關係令維修十分困難。其複雜的變速器與轉向裝置在實戰中因承擔極大負荷，十分容易損壞。為此，基本移動全由鐵路運輸進行。如果確實需要靠自力行軍就必需低速，不然會損耗煞車系統及變速箱，導致不能參與戰鬥。若然有虎I沒有接受適當檢查及修理，隨時可能因極小的故障而導致不能使用。
另外，負責承擔巨大重量的履帶、負重輪、起動輪及變速箱亦會因此嚴重損耗。巨大的重量令履帶很容易破損，若加上粗暴的駕駛及在不適合的地形上行駛，更會令履帶有屈曲及斷裂等問題。過大重量也使負責驅動的引擎會有嚴重損耗，亦不時因過熱而起火。後來只好在引擎室內裝上能感知溫度上升的自動滅火裝置。
種種的故障，使到乘員及維修營需付出不少時間及體力修理，從而帶來不少麻煩。若然遇上虎I因無法動彈需回收時（特別是在敵人面前）將會是場惡夢。虎I拋錨是禁止僚車拖曳的，因為負責拖曳的虎I隨時會因引擎過熱而故障及甚至起火。由於驅動輪的位置比較低，所以有概率不能越過比較高的障礙物。如果駕駛員以粗暴的手法駕駛，隨時會使履帶脫離驅動輪，直接令車輛無法移動。在履帶脫離的情況下，必須要以2輛虎I拖曳。而被纏住並高度繃緊的履帶如果不能移除履帶插銷，就有可能需要用爆破方式，或者不得不使用火焰切割(氧乙炔或是瓦斯配和高壓氧)來將其切割。
有時也會使用18噸半履式牽引車（制式編號：Sd Kfz 9、FAMO）拖曳虎I，雖然是德軍中最大的重型牽引車，但是使用1輛是拉不動虎I的，只能使用鋼纜將3輛連結在一起來拖曳。在一線部隊中，因以這種方式回收車輛實在太過麻煩，或者戰鬥狀況十分緊迫，所以就算是明文禁止，有時也會出現以虎I拖曳的情況。在平地還好，但如果在難以行駛的窪地或泥濘中回收虎I，有可能需要多輛的牽引車，更有可能，需要以起重機與2輛較牽引車自身擁有更大重量及更強剎車系統的虎I連結在一起，否則會有覆轉的危險。
行程同樣也是一個問題。在載油120加侖的情況下，虎式坦克的行程（公路行駛）僅有120公里，越野時則只有67公里了。
雖然虎I於第二次世界大戰時，為盟軍戰車的強敵，但是其設計過於保守並且有不少嚴重問題。比如：
- 由於車體的裝甲板在設計時斜面的概念還未廣泛採用，所以並沒有像蘇聯的T-34與豹式一樣使用傾斜裝甲，而是仍舊採用近乎垂直的構造。因而雖然擁有充分的防御力，但卻過於厚重。

- 在產量方面，對比起在第二次世界大戰中生產了接近50,000輛的美國雪曼戰車及58,000輛的蘇聯T-34戰車，虎I僅為1,350輛，而虎II也不超過480輛（到1945年1月為止是417輛）[27]。

- 因德國戰車的設計較為複雜，在哪一方面上的生產成本也遠高於盟軍戰車，虎I的成本為豹式約2倍、三號戰車約3倍及三號突擊砲約4倍的高價。而與虎I性能相近的敵軍戰車，為有美國的M26潘興與蘇聯的IS-2史達林。在戰爭期間，前者生產了約700輛（實際參戰僅為20輛，最終生產了約2,200輛），後者則為3,600輛（搭載85毫米砲的為105輛）。

## 設計歷史

DW及VK的試作型設計圖

在戰前，德國人就意識到需要一款新型坦克來完全取代四號坦克。在1937年，德軍希望發展一款30-35噸左右的重型坦克。而研發工作由亨舍爾公司進行，原型車稱之為“突破坦克”德語：。之後，亨舍爾先後製造出了D.W.IA后，亨舍爾公司又製造出了D.W.2。D.W.2是一款戰鬥全重達32噸的戰車，乘員5人，主炮為7.5cm L/24戰車炮。在1940年，德軍統帥部要求研發一款新式的30噸重型坦克。之後，保時捷、猛獅及戴姆勒-賓士三家公司都推出了自己的設計方案。而亨舍爾公司的設計方案方案則是以先前的D.W.2為基礎，該原型車編號為VK3001(H)。在軍方的要求下，製造了4輛用於測試。同時，保時捷博士的設計VK3001(P)也得到認可，並被要求製造原型車。之後，亨舍爾在次年的3月和9月製造了2到4輛原型車。但在當年11月俘獲了一輛T-34/76坦克後，對比下該坦克顯得乏善可陳，因此項目取消。而同類的36噸坦克項目VK3601(H)也因為經濟原因而取消。
1941年，德軍開始研製虎式坦克。1941年5月，亨舍爾公司和保時捷公司分別提出了各自的設計方案，VK4501(H)和VK4501(P)。它們均安裝了8.8cm KwK36 L/56。有證據顯示它們都使用了先前研製的30噸級戰車上的一些成果。在1942年4月20日（希特勒的生日）虎式坦克的兩種原型車展示了其性能。儘管保時捷的設計採用了汽油機，縱向扭力桿等很有特色的設計，但是在測試過後因為達不到要求，最後被亨舍爾公司較為常規的設計打敗。不過軍方爲了防止意外，還是讓保時捷公司生產了90輛VK4501(P)的底盤（後來均改裝為象式驅逐戰車）。
值得注意的是，虎I與所謂的T-34衝擊毫無關係。
其後，德國在巴巴羅薩作戰中遇上蘇聯的T-34後，令現存的德國戰車顯得落後於時代。為此亨舍爾內的設計技師埃爾溫·阿德勒說出了「當知道蘇聯軍的戰車優勝過任何一輛國防軍的戰車時全部人都大吃一驚」這樣的說話。由於虎I的設計只是以當時為止的試作重戰車基礎上擴大而成，與汲取了遭遇T-34後的作戰經驗及經過機械比較作為設計基礎的豹式完成不同，因此虎I沒有採用傾斜裝甲等革新的設計。不過卻使用厚重的裝甲以作彌補。

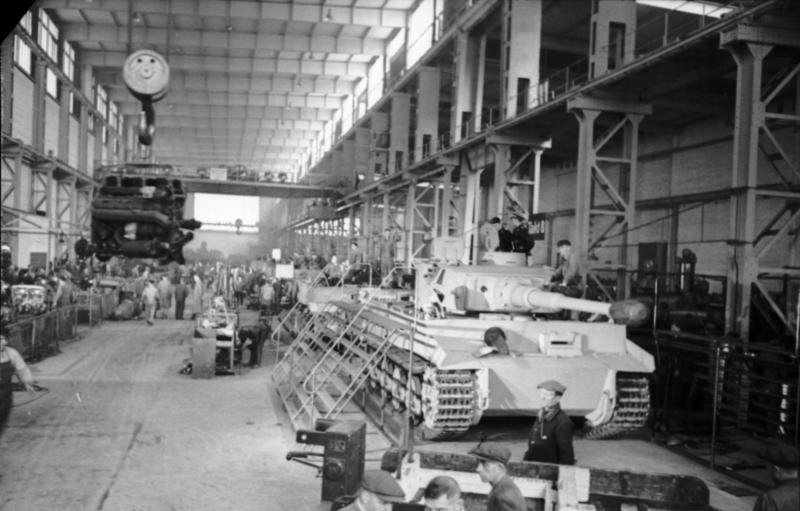
正在生產虎I的亨舍爾工廠

保時捷與亨舍爾後來提交了試作車的設計方案，而實際上完成製造的車輛是於1942年4月20日希特勒的生辰，並在肯琴於希特勒面前進行比較。保時捷方案的VK4501(P)因希望省略了故障頻頻的變速箱，所以使用了由引擎作為發電機並和馬達提供電力的電動方式，而懸排系統與扭力桿也是使用較為簡易的設計。雖然希特勒對此十分有興趣，但因馬達需要大量德國國內存量不足的銅，以及亨舍爾的方案較為紮實，所以最終使用了亨舍爾的方案。虎I以正式名稱六號戰車E型於1942年8月正式開始生產。而因配合保時捷方案而先行完成生產的90台車體，則被改造成斐迪南及後來經改良的象式重驅逐戰車。
保時捷虎式（Porsche Tiger、即VK4501(P)）與較為人熟悉的虎I（亨舍爾型）存在不少差異。保時捷虎式的砲塔設置於車身前半部份略前的地方，其形狀亦與亨舍爾的製品有所不同，為了在操砲時取得俯角，因為在中央部分設有突起的緩衝間隔。另外，與亨舍爾的相比，其車身長了近1米，這是由於安裝了馬達的關係，不過在闊度及高度上則較為窄及矮。亦因為使用了會有動力損失的馬達驅動，所以其極速較亨舍爾型慢了3公里／小時。而使用電力驅動的後果，為必須擴大引擎室，再者風冷引發的動力亦為不足。推動這龐大的車體需要相當大的電力，而結果就是在平地上作行車試驗時，用作供電的電纜有起火、引擎冒煙等問題。在稍作改良後，在下坡的行車試驗中，供電的電纜再次起火，連換上用作砲塔旋轉時供電的的大電流電纜也沒有用，為此只好立即終止試驗。就算暫時移除了砲塔以減低重量也沒有多大幫助。保時捷虎式的交貨期限為於1942年4月20日，而當天亦會受到希特勒檢閱，因此所有工程必須在之前完成。但是引擎的完成及交貨日期卻在4月10，為此只好在鐵路運送途中拼命地在列車進行溶接工程，並僅僅在到達前完成，不過仍然不能夠最得滿意的結果。經歷了這樣的過程後，最後選定使用亨舍爾的車輛。後來，配屬於東部戰線的重驅逐戰車部隊內，在數輛指揮戰車當中就配備了保時捷虎式。
在最初開發時其名稱為Pzkw VI Ausf. H，後來更改為Ausf. E。而制式編號剛為Sd.Kfz.181。至於「虎」這個昵称是由斐迪南·保時捷博士命名的。
由於在實際上仍在試作階段的虎I急急忙忙就投入實戰，所以在生產期間的大小改良從未間斷。首先為了減低成本，就將在初期型獨有，用作潛水用的法菲爾型過濾器省略。
而使用較為安全，以間接視認方式的潛望鏡來取代裝有防制玻璃，設於車長專用艙蓋圓頂上的窺視狹縫就為中期型，至於改為使用內藏緩衝橡膠鋼製負重輪的就為後期型，不過這只是後來的研究者所使用的分類。另外，有一部份被送返修理的車輛，後來被改造成突擊虎式。
為了教導戰車兵等兵士適當地運用車輛，為此特別製作了一本名為《Tigerfibel》的說明書，並將虎I擬人化成名為「艾薇拉·甜嘉（Elvira Tiger）」的女性（附有插圖），在書中作為角色之一的兵士除了照顧她外，也會跟她談情說愛，就像圖文並茂的戀愛入門書般的方式來說明虎I的使用方法。

## 生產
虎I在1942年8月開始生產，直到1944年8月停產為止共生產了1,355輛。剛開始時的生產速度為每月25輛，到1944年4月增加至每月104輛。而擁有最大數量的時間為1944年7月1日達到671輛。通常，1輛虎I的生產時間是其他德國戰車的2倍以上。其改良型的虎II由1944年1月開始生產，而虎I則慢慢退出生產線。

## 運用
虎I在面對主要的敵方戰車，包括T-34、M4中型戰車、丘吉爾步兵戰車時均能在1,600米以上的遠距離外將其擊毀。反過來說，裝備76.2毫米砲的T-34使用APBC卻無法在零距離貫穿虎I的前方裝甲，同样也不能击穿虎I的侧面裝甲。只有使用BR-350P HVAP彈才能在500米以內貫穿虎I的側面裝甲，在300米击穿炮盾装甲。而T-34/85中型戰車的85毫米砲使用BR-365P HVAP彈也要在500米以內才能射穿虎I的側面，在300米击穿炮盾。而IS-2的122毫米砲能在1000米內以任何方位擊毀虎式。但实战中也有IS-2坦克在100米内开火被虎I的前方装甲弹开的记载（有一定倾斜角度）。
M4雪曼的M3 75毫米砲只有在100米內才有機會貫穿車體的垂直裝甲，以及在1250米以内才可以貫穿側面裝甲(以M61 AP versus FHA （页面存档备份，存于）)。雪曼的後期型號裝備了反戰車能力更強的M1 76mm毫米砲，使用M62 APC時可在600米至800米擊穿虎式的首上裝甲，砲盾則需迫近到200米；使用M93 HVAP時可在1000米以上擊破虎式，不過此彈種大多發配給驅逐戰車單位，一般裝備76毫米砲的雪曼單位每車只有2~5發以內。英軍改造的雪曼螢火蟲裝備了英製17磅砲，使用普通的APCBC時便能在常規交戰距離上有效擊毀虎式，使用APDS彈理论上可以在1500米的距離擊穿虎式，但此彈種在超過500米後命中率大幅降低。
但是，熟練的乗員亦可以使用其他方法來增加虎I的裝甲。在面對敵方戰車時，可以故意斜侧对敌方，從而取得與傾斜裝甲同樣的效果。如在面對敵方時將正面裝甲打斜45度，可以將等效垂直裝甲厚度增加至141毫米，使得敵彈有一定概率無法貫穿其裝甲，使用這個方法亦會增加敵彈的減衰效果，令貫穿其裝甲難上加難。
通常，穿甲彈是以存速來得到穿透能力。因而能在短的戰鬥距離貫穿厚重的裝甲（於第二次大戰中單兵反戰車武器常見的HEAT彈是以化學能穿透裝甲，穿透力基本無視距離）。由於虎I的主砲擁有強大的穿透力，這意味著可以在敵方戰車無法還擊的遠距離外將其擊毀。在俄羅斯等平地多且十分開闊的地形上就成為戰術優勢。而敵方戰車為了擊毀虎I只能被迫集中攻擊其側面。
1942年8月29日虎I在列寧格勒近郊姆格內初次上場。基於阿道夫·希特勒的壓力，虎I較原定計劃提早了數個月將投入使用，因此發現了在初期型上各式各樣在機械上的問題。而在1942年9月23日的戰鬥中，4輛投入作戰的虎I全部被困於濕地之中，最後就被安放在碉堡內反戰車砲全數擊毀。當中有3輛成功回收，1輛無法回收。剩下的那1輛就在爆破處分後被蘇聯虜獲，這樣就給予蘇聯研究虎I及準備應對方法的機會。
在突出部戰役和波卡基村戰役中，虎式坦克憑藉優異的戰果樹立了日後的威名。
而在北非戰場上的第一次戰鬥中，虎I在開闊地形上成功壓倒所有盟軍戰車。但是在機械上的缺陷，導致同時能參與戰鬥的虎I在數量上相當少。這再度重演了在列寧格勒時的經驗，最少有一輛虎I被英軍的6磅反戰車砲擊毀。  
在諾曼第登陸戰中，據記載德軍虎式坦克与盟军坦克交换比達到1:25以上。
有記載稱，德軍一輛虎式坦克一次就擊毀了25輛以上英軍第七裝甲師的裝甲車輛。

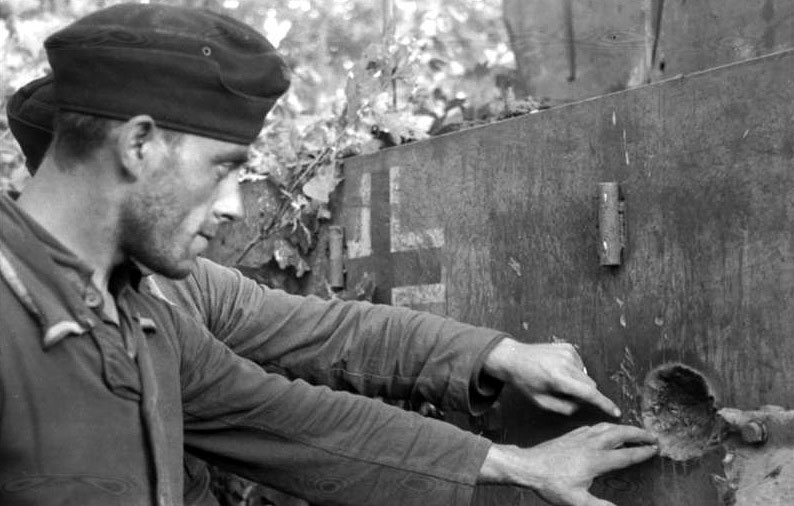
被擊中側面但還沒有貫穿的砲彈痕

由於虎I過大的重量對使用橋樑出現不少限制，而越過設有地下室的建築物殘骸亦相當危險。另外一個弱點，就是砲塔使用油壓旋轉時的速度非常慢。雖然砲塔也能使用手動來旋轉，但通常僅作為瞄準時用作略微調整的輔助。
虎I在路上的最高速度是38公里／小時，與最大的對手IS-2的37公里／小時差不多，不過對比起中型戰車算是低速。但是在操縱上來說因虎I為十分容易而佔優，在兩軍的報告書中亦有提及。虎I初期型的最高速度是更達45公里／小時，不過於1943年秋天在接受引擎改造期間被減低至38公里／小時。虎I恆常的可靠度不足令人相當苦惱。虎I的部隊亦往往因故障而經常在指定車輛數目不足的情況下參與戰鬥，而部隊在路上行軍期間也常常出現因故障掉隊的車輛。另外其耗油量亦十分驚人、續航距離也相當短。不過，託使用闊身的履帶的福，雖然作為重戰車，但是對比起蘇聯T-34以外的大部分戰車，在相同的接地面積中擁有較低的壓力。
在防御戰鬥中低機動力不會構成任何問題，因此虎I的裝甲與火力為所有敵人所畏懼。雖然經常遇到的豹式威脅實為更大，但是虎I的存在卻嚴重影響盟軍兵士的心理，更引起了「虎式恐懼症（Tiger phobia）」。盟軍兵士在看到虎I時不作抵抗並潰散不足為奇，但遇到外觀與虎式有點相似，加掛了護板的四號戰車時仍然出現相同的情況。在諾曼第作戰期間，盟軍必須動用4至5輛雪曼，才能以由誘餌車吸引其注意後集中射擊側面與背面裝甲的方式擊毀一輛虎式。而蘇聯的T-34坦克亦相當恐懼虎I。就像當年三號戰車面對蘇聯的重戰車的情況一樣。盟軍方面在面對虎式的戰術，是以群體合作的方式。首先是以一輛去吸引虎式的注意，然後其他的戰車則集中攻擊其側面與背面。由於虎I上所搭載的彈藥與燃料存放在兩邊的砲座之內，所以能夠擊穿側面的話就可以擊毀虎I。不過這為風險相當高的戰術，隨時要損失多輛戰車才能得手。固此要殲滅虎式部隊確實需要極巧妙的的戰術。

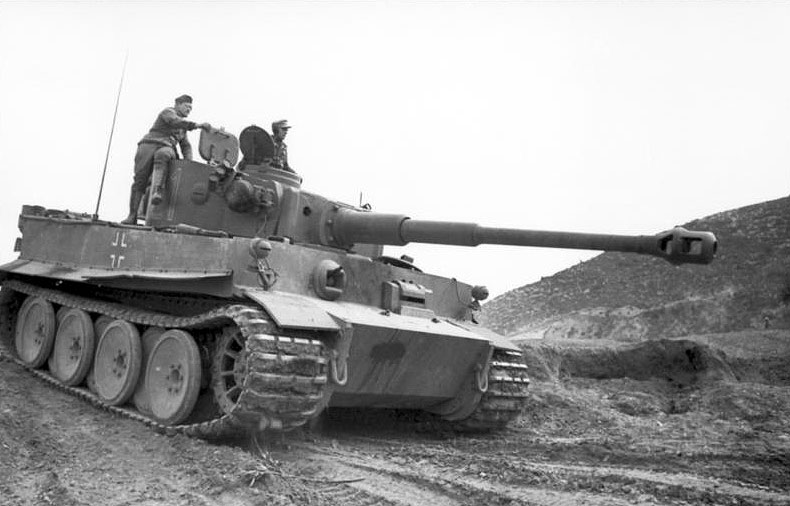
第501重戰車營進入突尼斯時的極初期型

虎I多數為配備在直屬軍的獨立重戰車營。這個營主要投入於突破作戰，甚至反擊戰等激戰地域之中。而陸軍中最為精鋭的大德意志師、與武裝SS師內幾個使用細編號的精銳師，亦會裝備一定數量的虎I。
在庫爾斯克之戰中，於1943年7月7日，隸屬SS第1戰車團第13連第2排的弗林茨·斯道德格小隊領袖（中士）所指揮的1輛虎I在別爾哥羅德附近與約50輛T-34發生遭遇戰，當中有22輛T-34被擊毀。直至斯道德格將所有的彈藥用光後，敵方殘存的車輛才能撤退。由於這個戰果，斯道德格於7月10日被頒發騎士鐵十字勛章。
1944年8月8日，隸屬SS第102重戰車營第1連的威爾·菲（Will Fey）上級小隊領袖（上士）所指揮的虎I，遇上英軍第11裝甲師。威爾在彈藥用盡之前，一共擊毀了14輛雪曼戰車、12輛裝甲車及一門反戰車砲。威爾在補給了彈藥後，再於同日擊毀了另一輛雪曼，合計當日總共擊毀了15輛雪曼。雖然第102重戰車營在諾曼第戰役中損失了全部車輛，但是卻在這6週之內擊毀了227輛盟軍戰車。另外，該戰車營作最後的移動時為威爾所指揮，於8月28日在魯昂因渡河失敗而沉於塞納河。
米歇爾·魏特曼可以說是虎I王牌中最著名的戰車長。魏特曼曾乘坐過各式各樣的車輛參與戰鬥，最後則為乘搭虎I。在維萊博卡日戰鬥中，魏特曼在1日之內破壞20輛以上的的敵方車輛，當中更包括了戰車，為此被頒發了橡葉帶劍騎士鐵十字勳章，不過後來在1944年8月8日戰死。
總共有10名以上的戰車長擁有破壞100輛以上敵方戰車記錄。約翰內斯·漢斯·鮑爾特為139輛以上、奧托·卡利烏斯為150輛以上、坎特·柯尼斯佩爾為168輛以上、米歇爾·魏特曼為138輛以上、瓦爾特·施羅伊夫為161輛以上，而阿爾博特·科舍爾則為擊毀100輛以上。

## 被盟軍俘獲的虎式

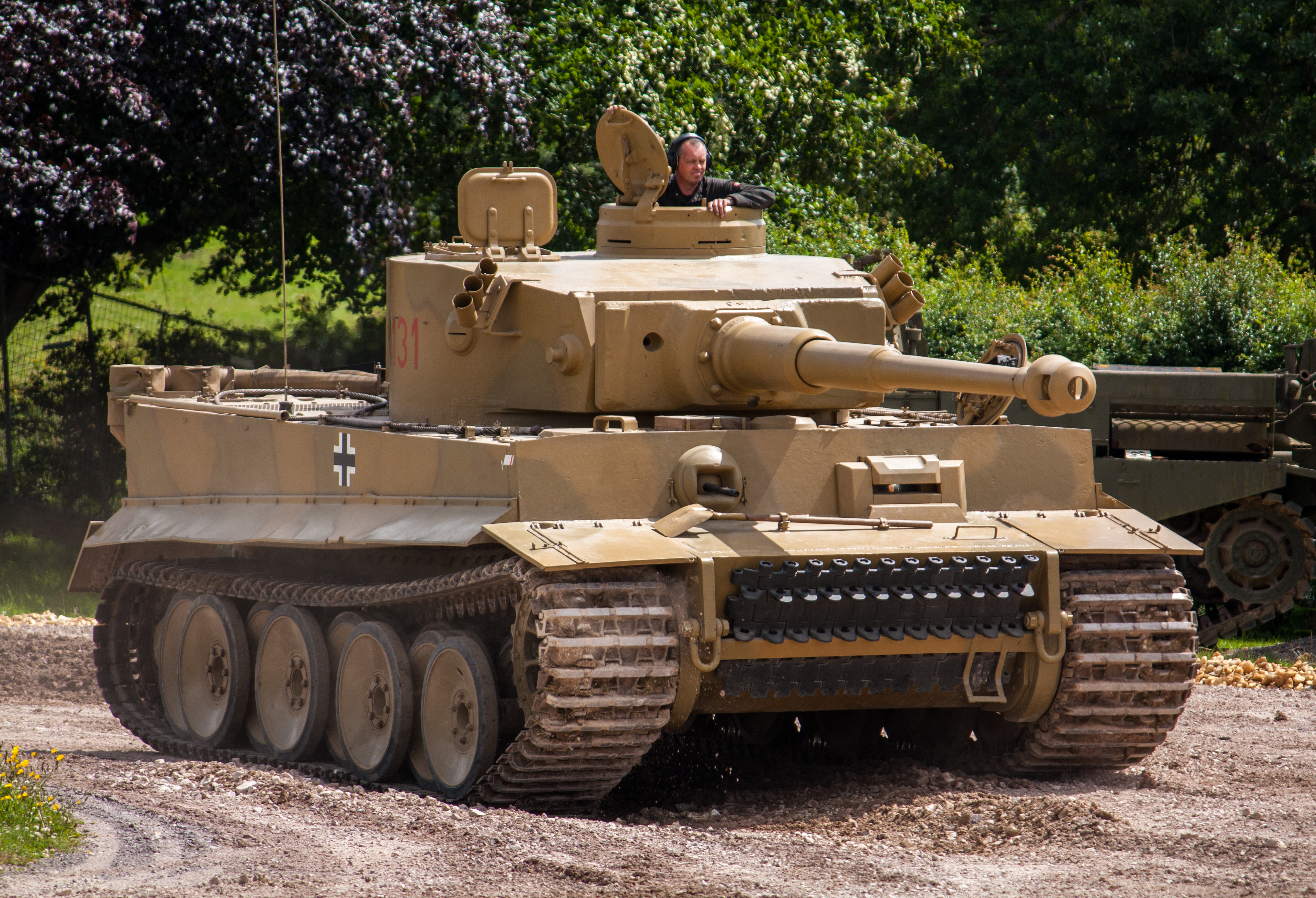
砲塔編號131的虎I

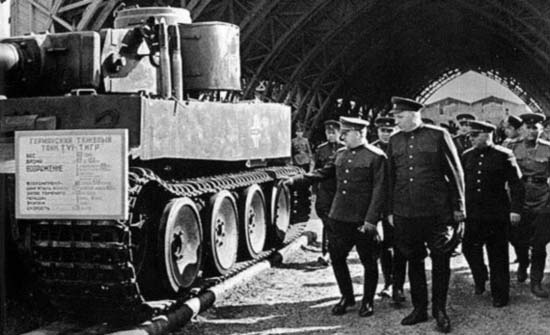
伏羅希洛夫與朱可夫在紅軍陪同下正在視察被俘獲的虎式，設置在砲塔側面的置物箱顯示該車屬於最早投入戰場的幾批虎式之一

1943年4月21日，隸屬於第504重戰車營，砲塔編號131的虎I在突尼斯嘉發山與英軍的邱吉爾步兵戰車交戰中被擊中砲塔環導致卡死失去戰鬥力被俘獲。該戰車經修理後，便立即在突尼斯進行展覽，之後再送回英國本國作徹底的調查。儘管美英等西方盟軍很了解德國戰車較自軍的戰車優秀，不過幾乎沒有為此作出甚麼對策。其中一個原因，就是正確推斷了虎I不可能被大量生產。另外，在美國陸軍的戰術教條中，指出戰車這種東西的重點並不是在戰車對戰車的戰鬥上，對戰車戰鬥應該由驅逐戰車負責。另一方面，英國陸軍在對虎I進行調查後，投入了搭載17磅砲的雪曼螢火蟲與彗星巡航戰車參與戰鬥，不過由於後者的出現時間為在強渡萊茵河作戰之後，所以幾乎沒有機會遇到德國戰車。
1951年9月25日，這輛被俘獲的虎I正式由英國軍需部贈送給伯維頓戰車博物館。於1990年6月，為了使該車能重新行駛而開始進行修復工程。到了2003年12月，ABRO（陸軍基地修理組織）在這大規模的修復工程完成前，把運作正常的引擎安裝到131號車上，之後再131號車送回博物館。時至今日，伯維頓戰車博物館內仍然舉行著虎I的動態展示，以供訪客一睹其行駛時的情形。
131的虎I直到二十一世紀的2013年，還商借給好萊塢拍攝戰爭片《怒火特攻隊》，在距離被俘獲時間七十年後尚能威風上陣，一時傳為佳話。
此外，其他為官方或民間收藏的虎式戰車尚有英國皇家軍事學院（Royal Military Collegeof Science, Shrivenham）收藏的編號104虎II、英國伯維頓戰車博物館收藏的編號300虎II、德國蒙斯坦博物館編號321虎II，以及由法國Saumur博物館收藏的編號233虎II等，其中後者還在近年完成修護後，向大眾進行動態展示，與131虎I為目前唯二能正常行駛的虎式系列戰車。

## 蘇聯的反應
虎I的出現，可以說是用來回應並對抗成功壓制輕裝甲德國戰車的蘇聯重戰車KV-1及中型戰車T-34。虎I在東部戰線初次出現為於1942年12月。蘇聯在翌年1月成功虜獲了虎I後便開始進行對抗的策略。在虎I出現之前，蘇聯一直只是重視生產數量，不會因改良品質而減慢生產。
蘇聯亦開始進行若干的對抗的策略。其中為下達緊急開發裝備152毫米砲自走砲的命令。SU-152自走砲在記錄上以25日的短時間就完成了設計，並開始了實地試驗。在蘇聯時代的記錄中，裝備了該車的一個團在指定車輛數目不足的情況下於5月就被送到庫爾斯克，並聲稱在庫爾斯克戰役中破壞了12輛虎I及7輛象式。但在蘇聯解體時的資料中證實，與事實不符。關於受損的數量，在這場戰爭中因各種理由原全受損的虎式是10至11輛。另外，蘇聯再開始了新型重戰車的計劃，裝備85毫米砲的IS-85（後來IS-1）於1943年末服役、裝備122毫米砲的IS-122（後來IS-2）則於1944年初開始服役。更甚的是，使用相同底盤的ISU-152與ISU-122自走砲亦陸續完成。T-34也於1944年裝備全新85毫米主砲及能供3人乘坐的砲塔。而在戰爭結束時，開始供給全新的牽引式反戰車砲。這些新武器實為現役車輛與火砲的擴大改良型，所以能立即大量生產。
與德國重戰車相比，蘇聯戰車擁有的最大威力就是壓倒性的生產數量。德國只生產了1,350輛虎I及不足500輛虎II，而蘇聯卻生產了58,000輛T-34、4,600輛KV-1、3,500輌IS-2，合計起來是66,000輛蘇聯戰車對1,850輛虎I及虎II。就算加上生產了約6,000輛的豹式及合計生產了約8,200輛各型的四號戰車，德國的戰車總數也是約15,000輛左右（在這裡沒有計算被當作戰車使用的德國突擊砲），如將美英戰車加入蘇聯戰車的總數內，會變成德國戰車4倍的數量優勢。

## 成為反戰車兵器的虎I

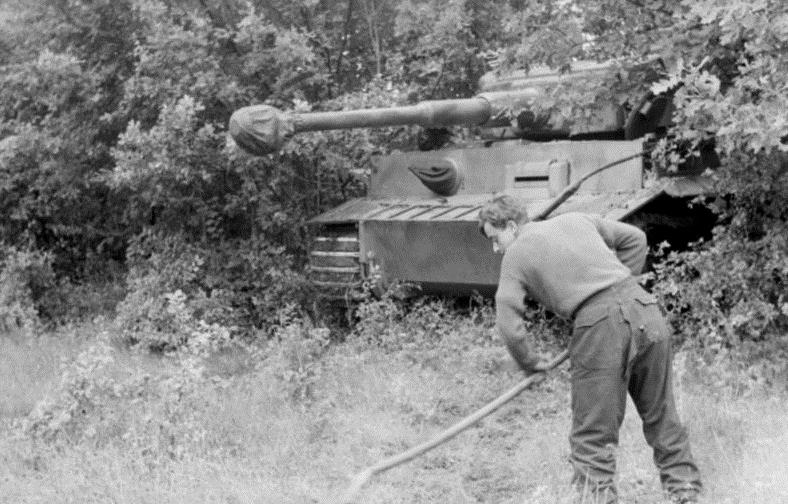
以樹蔭來隱藏的虎式，前方的乘員正在清除履帶的痕跡

虎I原來是設計用作為突破陣地的攻擊用兵器，不過在投入實戰後軍事情勢發生戲劇性的變化，成為阻止敵方戰車隊突破的「消防員」及主要用作機動防御戰鬥。
虎I對比起其他德國戰車，是否作為傑出的反戰車兵器確實存在疑問。因對比起各種車輛的戰果，豹式戰車留下擊毀盟軍戰車的實績確為能夠與虎I匹敵。綜合裝甲、火力、機動力而言，在此看來確實有較虎I性能為佳的德國戰車存在。但是，如再考慮投入時間與互相的性能、以及以戰果來考慮，虎I確實是傑出的反戰車兵器。作為一件優良的兵器必須為在戰場上不可或缺的及能適時投入，也要擁有良好的性能及可以進行量產，再者不適合戰場的兵器是無法取得該資格的。在德蘇戰爭開始後種類眾多戰車與自走砲開始大量被生產，而戰局的分水嶺即為在庫爾斯克戰役前後，在此之前出現的戰車由於已成為戰時設計的兵器，可說是適合的兵器的代表例子。
總括來說在東部戰線與西部戰線上德國戰車的戰果都是較盟軍戰車優異。舉個例子，在8月時的諾曼第雖然盟軍是以6,000輛戰車與1,400輛德國戰車互相對峙，但在裝甲、兵裝及機動性來說卻是處於劣勢，為此其損失率是德軍戰車的3倍。但是這個劣勢已被航空優勢所抵銷。盟軍為了阻止德國戰車取得更佳戰果，己使用航空優勢來使其不能結集行動，亦很大限制了其日間的行動、鐵路輸送、整備與補給。
考慮到蘇聯紅軍與西方盟軍戰車生產的數量，虎I必須要取得較敵方10倍以上的戰果，但實際上少數的重戰車營已取得更大的戰果，例如大德意志師的所屬隊部的殲敵率為16.67倍、党卫军第103重坦克營的殲敵率為12.82倍、第502重坦克營殲敵率為13.08倍 。

## 衍生型及變種

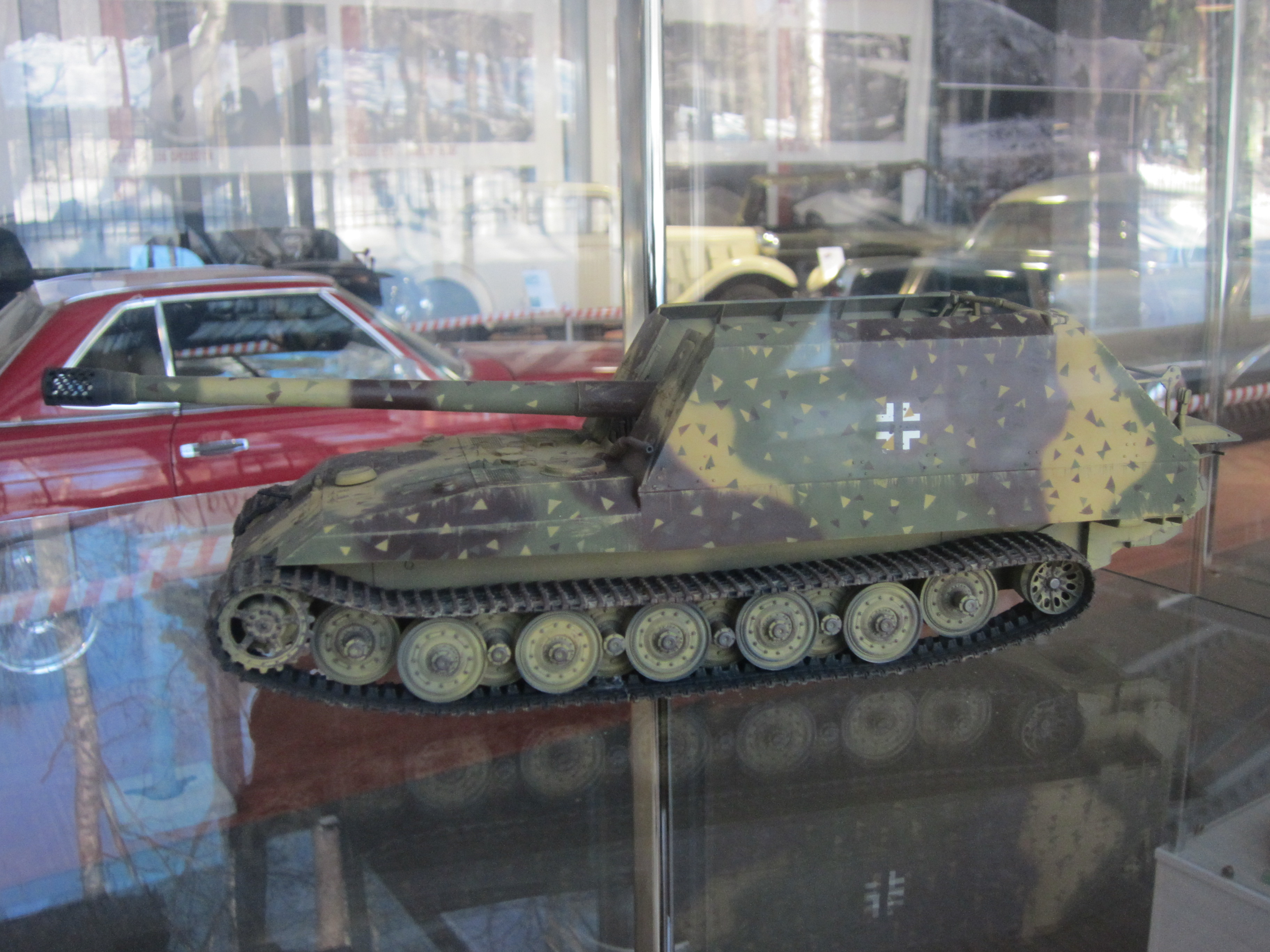
蟋蟀17

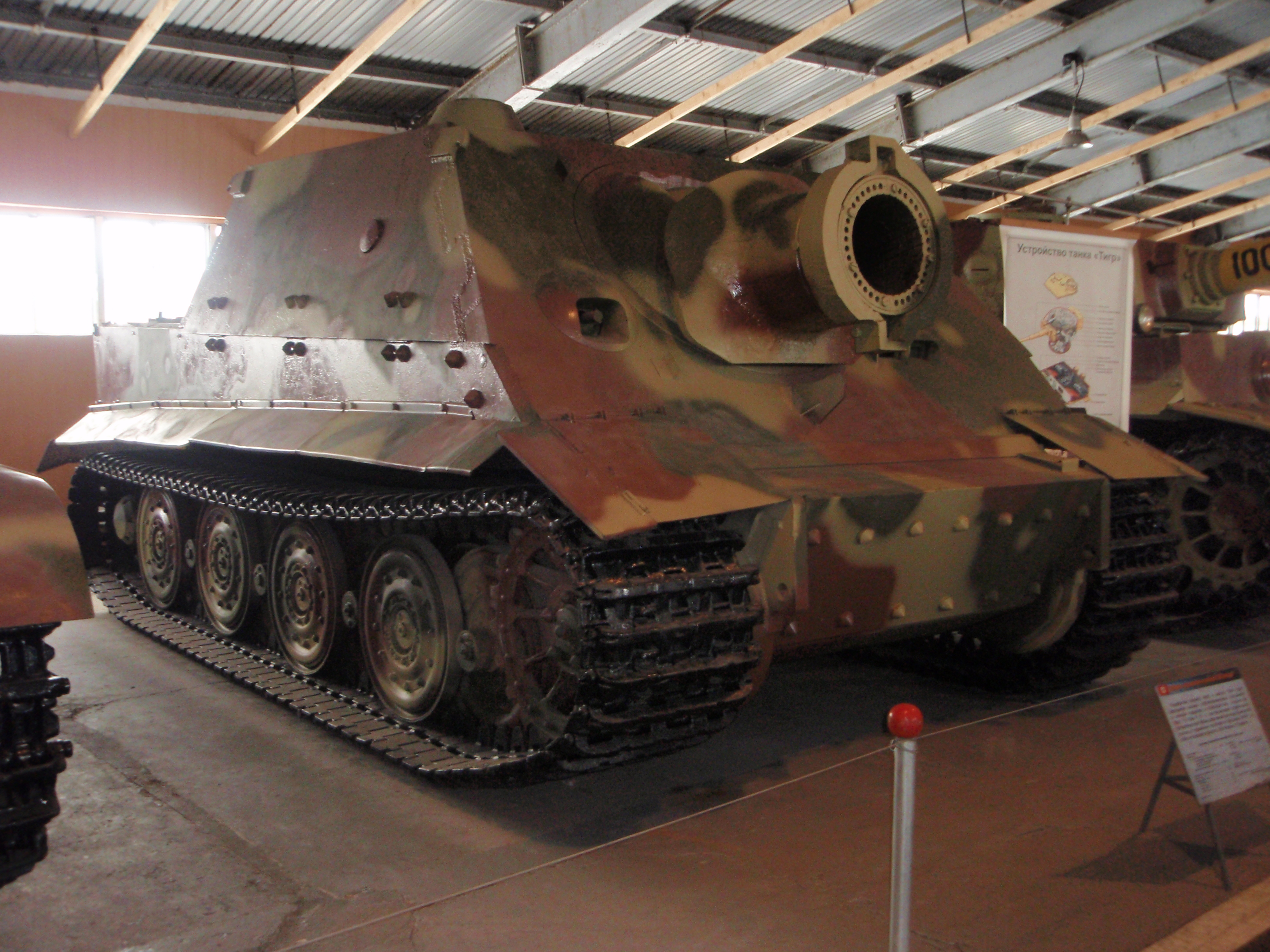
突擊虎式

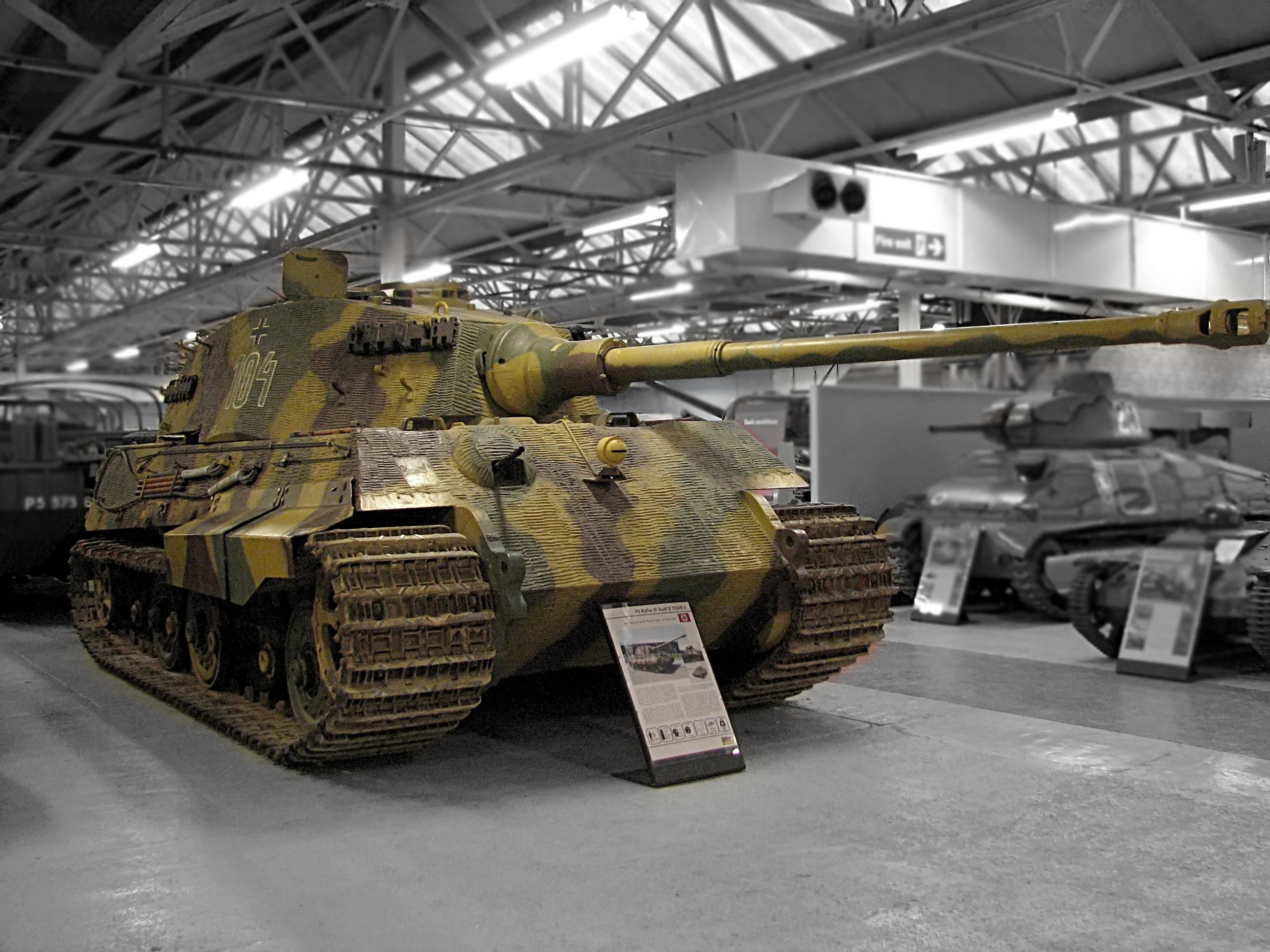
虎II

虎I的發展型。擁有更強的重裝甲及重武裝。並作為虎I的後繼車輌繼續生產。
獵虎式

以虎II作為基礎來開發，並搭載128毫米砲的驅逐戰車。
蟋蟀17
以虎II作為基礎的反戰車自走砲。搭載17厘米K72(Sf)加農砲。
只製作了1輛實物大模型，並沒有進行過量產。
突擊虎式

而受損的虎I改造而成，搭載38厘米臼砲並成為突擊砲。
虎式戰車回收車

以虎I作為基礎的戰車回收車。將虎I的砲身部分換裝成絞車。
為了對虎式等多種的超重量級戰車進行牽引，所以利用受損的虎I經由野戰修理連於現地改裝成獨有的車輛，而並非軍方制式採用的物品。

## 使用國

### 主要使用國
- 納粹德國
- 匈牙利王國，德国供给13辆[46]。

### 潛在客戶
- 大日本帝国，1943年，日本駐德國大使出席了亨舍爾的虎式坦克實地測試。在那之後，被下令要將所有的戰車文件轉交給日本。一輛拆卸好的虎式在1943年十月 14 日送往波爾多，要經由潛艇交付給日本。然而，因為運送經費的問題，再加上盟軍的海上封鎖，該車至戰爭結束為止從未被交付[47]，它去了東線蘇聯戰場。

### 虜獲

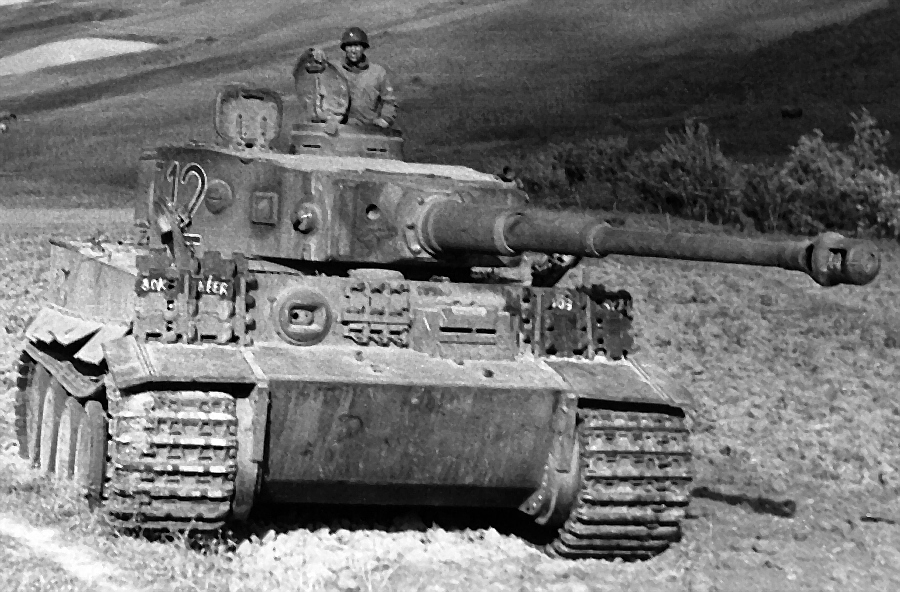
於1943年在突尼斯被美軍虜獲的虎I

- 美国
- 苏联
- 大英帝国，1943年4月英國於突尼西亞擄獲虎式131

## 流行文化
- 由日本漫畫家小林源文繪畫的漫畫「福字號虎戰車」，當中話這輛由日本人購買的虎式坦克在德國投降之前成功坐上一艘U艇離開，最後去了緬甸戰場並由那裡的日軍接收，日軍用這輛虎式坦克和一批先進的步兵武器（例如：防空鐵拳）重創英軍，最後這輛虎式坦克在彈葯用盡後駛入一條河中放棄。
- 1998年，美國二戰電影雷霆救兵，當中出現了一輛由劇組人員用T-34坦克改裝的虎式坦克。
- 2014年，美國二戰電影怒火特攻隊，當中出現了一輛虎式坦克本尊，它是在二戰時被英軍擄獲的虎式131坦克。
- 2002年，電腦射擊遊戲戰地1942，當中德軍玩家能駕駛虎式坦克。
- 2012年，日本動漫少女與戰車，虎式坦克作為黑森峰高中的戰車出現。
- 2018年，電腦射擊遊戲戰地5，當中德軍玩家能駕駛虎式坦克。
- 2021年，游戏蔚蓝档案，由伊吕波使用，为游戏中仅有的三辆坦克之一。
- 2022年，由Gaijin发行的军事载具模拟游戏战争雷霆War Thunder中，玩家可在德系驾驶虎式坦克与虎王坦克，包括虎H1型，虎E型，虎王（P），虎王（H），虎王（105）以及猎虎坦克。
- 2022年，游戏應徵入伍中，玩家可以在德國陣營驾驶虎式坦克，型号包括虎E型和虎H型。
- 2022年，二战军事战略游戏战争之人Men Of War中，玩家可以驾驶虎式坦克和虎王坦克，包含所有型号。
- 2022年，二战军事战略游戏地狱之门 Gates Of Hell: Ostfront中，玩家可以驾驶虎式坦克和虎王坦克，包含所有型号。

## 相關人物
- 坎特·柯尼斯佩爾（英语：Kurt Knispel）
- 米歇爾·魏特曼
- 奥托·卡利乌斯

## 註腳
1. ↑  Zetterling 2000, p. 61.
2. 1 2 3 4
3. ↑  『ティーガー戦車』付録9、「試作型および派生型の諸元表」243頁。
4. 1 2  《阿登反擊戰:第一個24小時 pp.108-109》
5. ↑  （日語）
6. ↑  （日語）
7. ↑  （日語）
8. ↑  （日語）
9. ↑  Perrett 1999, p. 8.
10. ↑  Hart 2007, p. 17.
11. ↑  Jentz 1993, pp. 8, 16.
12. ↑  Fabio Prado. . Armorsite.   [2010-04-30]. （原始内容存档于2019-10-25）.
13. 1 2  （日語）
14. ↑  （日語）
15. ↑  （日語）
16. 1 2  《戰車》 羅傑·福特 pp.80
17. 1 2  （日語）
18. ↑  （日語）
19. ↑  （日語）
20. ↑  （日語）
21. ↑  （日語）
22. ↑  （日語）
23. ↑  （日語）
24. ↑  （日語）
25. ↑  （日語）
26. ↑  （日語）
27. ↑  （日語）
28. 1 2  《阿登反擊戰：第一個24小時》pp.158
29. ↑  《戰車》羅傑·福特 pp.74-75
30. 1 2 3 4 5 6 7  《戰車》羅傑·福特 pp.75
31. ↑  《戰車》羅傑·福特 pp.75中稱是2輛，但是在VK3001H條目中卻稱是4輛，故取2-4輛。
32. ↑  《戰車》羅傑·福特 pp.74
33. ↑  可參考VK4051(P)條目，此處不再贅述
34. ↑  ドイツ戦車発達史 128頁
35. ↑  『PANZER』98年2月号、「ティーガー重戦車Part1 その開発経緯とバリエーション」54頁から55頁。
36. ↑  The Tigerfibel （页面存档备份，存于） alanhamby.com
37. ↑  Tigerfibel p.89 （页面存档备份，存于） alanhamby.com
38. ↑  『ティーガー戦車』、107頁。
39. ↑  『ティーガー戦車』108頁。
40. 1 2  《戰車》羅傑·福特 pp.81
41. ↑  《阿登反擊戰：第一個24小時》 pp.108-109
42. 1 2 3 4 5 6  Tiger Aces （页面存档备份，存于） alanhamby.com
43. ↑  Carruthers, Bob (2000). German Tanks at War. London: Cassell. ISBN 978-0-304-35394-1.
44. ↑  The Tank Museum. . The Tank Museum.   [2012-10-08]. （原始内容存档于2014-03-31）.
45. ↑  The Tank Museum. . The Tank Museum.   [2013-04-05]. （原始内容存档于2014-03-31）.
46. ↑  Kliment, C.K. and Bernád, D. (2007). Maďarská armáda 1919–1945 (n.b.- The source mentions that perhaps 15 vehicles had been delivered but only 13 are accounted for in the Hungarian Army sources.)
47. ↑  .   [2019-04-07]. （原始内容存档于2019-06-08）.

## 延伸阅读
- Agte, Patrick.  1. Mechanicsburg, PA: Stackpole Books. 2006. ISBN 978-0-8117-3334-2.
- Anderson, Thomas. . Osprey Publishing. 2013. ISBN 978-1-78096-201-6.
- Anderson, Thomas. . Osprey Publishing. 2017. ISBN 978-1-47282-204-8.
- Askey, Nigel. . IngramSparks Publishing. 2017. ISBN 978-0-6482-2192-0.
- Baryatinsky, Mikhail. . Jauza, Moscow. 2008. ISBN 978-5-699-26709-5.
- Bird, Lorrin Rexford; Livingston, Robert D. . Albany, NY: Overmatch Press. 2001. OCLC 71143143.
- Bishop, Chris. . . London: Metrobooks. 2002. ISBN 1-58663-762-2.
- Carius, Otto. . 由Edwards, Robert J.翻译. Stackpole Books. 2003. ISBN 978-0-8117-2911-6.
- Carruthers, Bob. . London: Cassell. 2000. ISBN 978-0-304-35394-1.
- Carruthers, Bob. . Coda Books Ltd. 2013  [2022-04-16]. ISBN 978-1-78159-129-1. （原始内容存档于2022-05-31）.
- Crawford, John. . Auckland: Oxford University Press. 2000. ISBN 978-0-19558-438-7.
- Drabkin, Artem; Sheremet, Oleg. . Barnsley (S-Y): Pen & Sword Military. 2006. ISBN 1-84415-243-X.
- Fletcher, David. . Haynes Publishing. 2011. ISBN 978-0-7603-4078-3.
- Forty, George. . Sutton Publishing. 2004. ISBN 0-7509-3012-8.
- Forty, George. . Zenith Imprint. 2009  [2022-04-16]. ISBN 9781616732622. （原始内容存档于2022-05-30）.
- Glantz, David. . Lawrence, KS: University of Kansas Press. 2005. ISBN 0-7006-1353-6.
- Green, Michael; Brown, James D. . St. Paul, MN: Zenith Press. 2008  [2022-04-16]. ISBN 978-0-7603-3112-5. （原始内容存档于2022-05-31）.
- Guderian, Heinz.  Reissue edition, 2001. New York: Da Capo Press. 1952.
- Higgins, David R. . Oxford: Osprey Publishing. 2012. ISBN 978-1-84908-863-3.
- Hunnicutt, Richard Pearce. . Navato, CA: Presidio Press. 1971. ISBN 0-98219-070-0.
- Jentz, Thomas. . Schiffer. 1996. ISBN 978-0-7643-0080-6.
- Jentz, Tom; Doyle, Hilary. . Schiffer Publishing. 1997. ISBN 978-0-7643-0225-1.
- Jentz, Tom; Doyle, Hilary. . Schiffer. 2000. ISBN 978-0-76431-038-6.
- Kliment, C. K.; Bernád, D. . Praha : Ares: Naše vojsko. 2007. ISBN 978-8-0861-5850-1.
- Kolomiets, Maxim.   [Tiger Tierra del Arc]. KM Strategy. 2013  [2022-04-16]. ISBN 978-5-699-65932-6. （原始内容存档于2022-05-31） （俄语）.
- Lochmann, Franz-Wilhelm; Rubbel, Alfred. . Mechanicsburg, PA: Stackpole Books. 2000. ISBN 978-0-8117-3484-4.
- Mujzer, Péter. . Haditechnika. 2018, 52 (3): 2–6  [2022-04-16]. doi:10.23713/HT.52.1.01. （原始内容存档于2022-04-28）.
- Pirker, Peter. . Zeitgeschichte im Kontext 6. Göttingen: V & R Unipress. 2012. ISBN 978-3-8623-4990-6.
- Schneider, Wolfgang.  2nd. Mechanicsburg, PA: Stackpole Books. 2004 [First published 2000 by J.J. Fedorowicz; Winnipeg, Canada]. ISBN 0-8117-3171-5.
- Schneider, Wolfgang. . Mechanicsburg, PA: Stackpole Books. 2005 [originally published 1998 by J.J. Fedorowicz; Winnipeg, Canada]. ISBN 0-8117-3203-7.
- Showalter, Dennis E. . New York, NY: Random House. 2013.
- Speer, Albert. . London: Weidenfeld & Nicolson. 1995. ISBN 978-1-84212-735-3.
- Spielberger, Walter; Doyle, Hilary. . Pennsylvania: Schiffer Publishing Ltd. 2007. ISBN 978-0-7643-2780-3.
- Trewhitt, Philip A. . Barnes & Noble. 1999. ISBN 978-0-76071-260-3.
- Tucker-Jones, Anthony. . . Barnsley: Pen & Sword Military. 2012. ISBN 978-1-78159-030-0.
- White, B. T. . London: Ian Allan. 1986. OCLC 1004801202.
- Wilbeck, Christopher. . Bedford, PA: The Aberjona Press. 2004. ISBN 978-0-9717650-2-3.
- Zaloga, Steven. . Osprey. 1994. ISBN 978-1-85532-396-4.
- Zaloga, Steven. . New Vanguard. Osprey. 2003. ISBN 1-84176-542-2.
- Zaloga, Steven. . New Vanguard. Osprey. 2005. ISBN 1-84176-690-9.
- Zaloga, Steven. . New Vanguard. Osprey. 2007. ISBN 978-1-84603-091-8.
- Zaloga, Steven. . Mechanicsburg, PA: Stackpole Books. 2015. ISBN 978-0-8117-1437-2.

## 外部連結
- Bovington Tank Museum Tiger and Restoration （页面存档备份，存于）
- Tiger I Information Center （页面存档备份，存于） – Comprehensive website about the Tiger I
- Article, "New German Heavy Tank" from U.S. Intelligence Bulletin, June 1943 （页面存档备份，存于）
- Tiger survivors （页面存档备份，存于） – PDF, Surviving Tiger Tanks
- Tiger and Tiger II sections from Handbook on German Military Forces （页面存档备份，存于）
- Tiger I encyclopedia （页面存档备份，存于）